# Хайга
Хайга — деревня в Осинском районе Иркутской области России. Входит в состав муниципального образования «Ново-Ленино».

## География
Находится в 65 километрах к северу от районного центра на высоте 457 метров над уровнем моря.
Внутреннее деление
Состоит из 2 улиц: Левая Хайга и Правая Хайга.

## Топонимика
По одной из версий, топоним Хайга является тюркоязычным, где хай означает скала.

## Население
| 2002 | 2010 | 2011 | 2012 |
| ---- | ---- | ---- | ---- |
| 91   | ↘79  | →79  | ↗81  |